# 1948 في البرتغال
فيما يلي قوائم الأحداث التي وقعت خلال عام 1948 في البرتغال.

## رياضة
- 1 يناير – الدوري البرتغالي الممتاز 1947-48 الفائز سبورتينغ لشبونة.

## ظهور
- 1 يناير – ريكورد

## مواليد

### فبراير
- 19 فبراير – جواو فونسيكا
- 22 فبراير – ليندا دي سوزا مغنية فرنسية.

### مارس
- 12 ديسمبر – مارسيلو ريبيلو دي سوزا

### مايو
- 16 مايو – ماريانو غاغو سياسي برتغالي.
- 29 مايو – ديامانتينو كوستا لاعب كرة قدم برتغالي.

### يونيو
- 25 يونيو – مانويل بينتو لاعب كرة قدم برتغالي.

### يوليو
- 16 يوليو – مانويل كليمنت

### أغسطس
- 7 أغسطس – خورخي سيلفا ميلو
- 29 أغسطس – أنطونيو فرنسيسكو دوس سانتوس كهنوت برتغالي.

### أكتوبر
- 21 أكتوبر – فرنسيسكو ماريو لاعب كرة قدم برتغالي.

### ديسمبر
- 12 ديسمبر – مارسيلو ريبيلو دي سوزا
- 14 ديسمبر – مانويل كامبوس بينتو لاعب كرة قدم برتغالي.
- 26 ديسمبر – ليونيل مورا فنان برتغالي.